# Dróttkvætt
Dróttkvætt – stopa metryczna, tzw. „rym rycerski” – ośmiowierszowa strofa, pod względem treści podzielona na 2 czterowiersze, forma zewnętrzna: stała liczba głosek, aliteracji i asonansów. Wers ma: 6 zgłosek, w tym 3 akcentowane. Aliteracja łączy po dwa wiersze, pierwszy (nieparzysty) wiersz – aliteracja w dwóch akcentowanych zgłoskach (miejsce dowolne); drugi (parzysty) – na pierwszej zgłosce. W nieparzystym wierszu występuje półasonans o odmiennych samogłoskach. W parzystym – całkowity asonans o jednakowych spół- i samogłoskach.